# نیکولا ادم رستیف
نیکولا ادم رستیف دو لا برتون (به فرانسوی: Nicolas Edme Restif de La Bretonne) نویسنده قرن هجدهم میلادی اهل فرانسه است.